# Pottendorf
Pottendorf is een gemeente in de Oostenrijkse deelstaat Neder-Oostenrijk, gelegen in het district Baden (BN). De gemeente heeft ongeveer 5900 inwoners.

## Geografie
Pottendorf heeft een oppervlakte van 39,81 km². Het ligt in het noordoosten van het land, in de buurt van de hoofdstad Wenen.
Alland · Altenmarkt an der Triesting · Baden · Bad Vöslau · Berndorf · Blumau-Neurißhof · Ebreichsdorf · Enzesfeld-Lindabrunn · Furth an der Triesting · Günselsdorf · Heiligenkreuz · Hernstein · Hirtenberg · Klausen-Leopoldsdorf · Kottingbrunn · Leobersdorf · Mitterndorf an der Fischa · Oberwaltersdorf · Pfaffstätten · Pottendorf · Pottenstein · Reisenberg · Schönau an der Triesting · Seibersdorf · Sooß · Tattendorf · Teesdorf · Traiskirchen · Trumau · Weißenbach an der Triesting
- Gemeinsame Normdatei: 4650084-4
- Library of Congress Control Number: n2003041658
- MusicBrainz: 9fcae218-d713-4306-8425-a1266b7d0d5b
- Nationale Bibliotheek van Israël: 987007491848505171
- Virtual International Authority File: 150294570
- WorldCat: E39PBJxxgdwDcPKDCcdPjX3mh3